# Неново
Неново е село в Североизточна България. То се намира в община Провадия, Варненска област.

## География
Село Неново е разположено на североизточен склон, обрасъл с вековни гори. От двете страни на склона от северозапад тече Мостенската река, на североизток - Коришката, които се сливат под селото към дълбоката долина на Боаза.
Неново е заобиколено със следните местности:
- „Курията“ – с вековните си букови и дъбови дървета.
- „Борума“ – местност, на която има равнинна обработваема земя и пасища, откъдето, погледнато на изток, се вижда Провадийското плато, на север се вижда местност „Тавшана“ (стар турски вилает) над с. Невша. На запад се вижда платото над Мадарския конник и местност „Содоолу“, в която има красив скален манастир.
- Местност „Боаза“, в която има път, свързващ Североизточна България със Сърта, а над него има скален манастир и водопад (Совата) с нестихваща вода, който захранвал дядовата Пенева, дядовата Койчева воденица и дядовата Ангелова тепавица.

На юг селото граничи с обработваемите равнинни и плодородни ниви с местности: Татарски места, Могилите, Топла река, Селеще и Кулника с китни пасища.
Водите са напоявали великолепни зеленчукови и овощни градини. Край Неново има и втори водопад, в близост до гробището. Изграден е и ловджийски заслон северозападно от селото, в близост до него вероятно е имало и крепост.

## История
Според Димо Михайлов и местния учител Иван Тунчев заселването на селото е станало около 1595 г. от седемте рода: Коджаивановите, Тунчевите, Киряковите, Русевите, Велчевите, Кирякдимовите и Иванджамбазовите. От после са придошли Панчеолувите от с. Черковна, Дядо Димовите от Елена, Коевите, Палабуйковите от с. Могила, Камбурдимовите и Камбуррадевите от Бесарабия, Радиивановите от Търново, Симеоновите и Милковите от с. Ченге, Генобоевите и Кючукбелчевите от Елена.
Старото му име е Леново.

## Население
Численост на населението според преброяванията през годините:
| \| Година на преброяване \| Численост \| \| --------------------- \| --------- \| \| 1934 \| 535 \| \| 1946 \| 524 \| \| 1956 \| 427 \| \| 1965 \| 356 \| \| 1975 \| 260 \| \| 1985 \| 180 \| \| 1992 \| 144 \| \| 2001 \| 99 \| \| 2011 \| 57 \| \| 2021 \| 51 \| |           |
| Година на преброяване | Численост |
| 1934 | 535       |
| 1946 | 524       |
| 1956 | 427       |
| 1965 | 356       |
| 1975 | 260       |
| 1985 | 180       |
| 1992 | 144       |
| 2001 | 99        |
| 2011 | 57        |
| 2021 | 51        |

### Етнически състав

#### Преброяване на населението през 2011 г.
Численост и дял на етническите групи според преброяването на населението през 2011 г.:
|                     | Численост | Дял (в %) |
| Общо                | 57        | 100.00    |
| Българи             | 47        | 82.45     |
| Турци               | –         | –         |
| Цигани              | –         | –         |
| Други               | –         | –         |
| Не се самоопределят | –         | –         |
| Неотговорили        | 10        | 17.54     |

## Религии
Християнска религия – българи.

## Културни и природни забележителности
В Неновския боаз на 2,5 километра от селото се намира скален манастир с 15 килии. В някои от килиите има запазени рисунки – човешки маски и конник.
- От склоновете на Сърта извират 9 изворни рекички.
- Има изработени между 20 и 30 масивни каменни корита за водопой на животни.
- 2 водопада: единият от които е Совата, а другият - в посока гробищата.

## Личности
- Иван Славов – юрист.
- Д-р Георги Тодоров Доков – 1900 – 1990 г. – следва ветеринарна медицина в Бърно. След откриване на ветеринарен факултет в София се прехвърля и дипломира от първия му випуск. Околийски лекар в гр. Провадия. След 1942 г. живее и работи във Варна. Земеделец.